# 约翰·伊格纳兹·冯·多林格
约翰·伊格纳兹·冯·多林格（德語：Johann Joseph Ignaz von Döllinger，1799年2月28日—1890年1月14日），德国神学家、天主教神父和教会历史学家，他因反对教皇无误的教义，批评教皇制度，因此激怒了越山主义教徒并被逐出教会，但他尊重传统又惹恼了自由派。他促进了旧天主教会教义和发展和发展。